# Sterilitätssicherheitsniveau
Das Sterilitätssicherheitsniveau (auch Sterilitätssicherheitswert, englisch sterility assurance level, SAL oder SAL-Wert) ist ein Maß für die Wahrscheinlichkeit, dass ein einzelnes Produkt nach dem Sterilisierungsprozess dennoch kontaminiert ist. Es findet vor allem in der Herstellung steriler Arzneimittel und Medizinprodukte Anwendung.

## Bedeutung
Der SAL-Wert wird für die Bewertung des Sterilisierungsprozesses verwendet. Ein Prozess mit niedrigen SAL-Wert ist sehr sicher.

## Gesetzliche Vorgaben
Gemäß dem Europäischen Arzneibuch sollte der SAL-Wert für Parenteralia maximal 10−6 betragen. Dies bedeutet, dass in der Produktion zum Beispiel von Ampullen unter einer Million maximal eine kontaminiert mit einem lebensfähigen Keim sein darf.